# Opus albarium
Opus albarium je latinski naziv za profinjenu vrstu žbuke koja se koristila u interijerima kuća, a koja se sastoji od posebne štukature koja uključuje mramornu prašinu, a zatim je zbijena nabijačima: tehniku je opisao Vitruvije. Varon navodi da takve zidne obloge čine zgrade hladnijima.